# Richard Temple, 1. Viscount Cobham

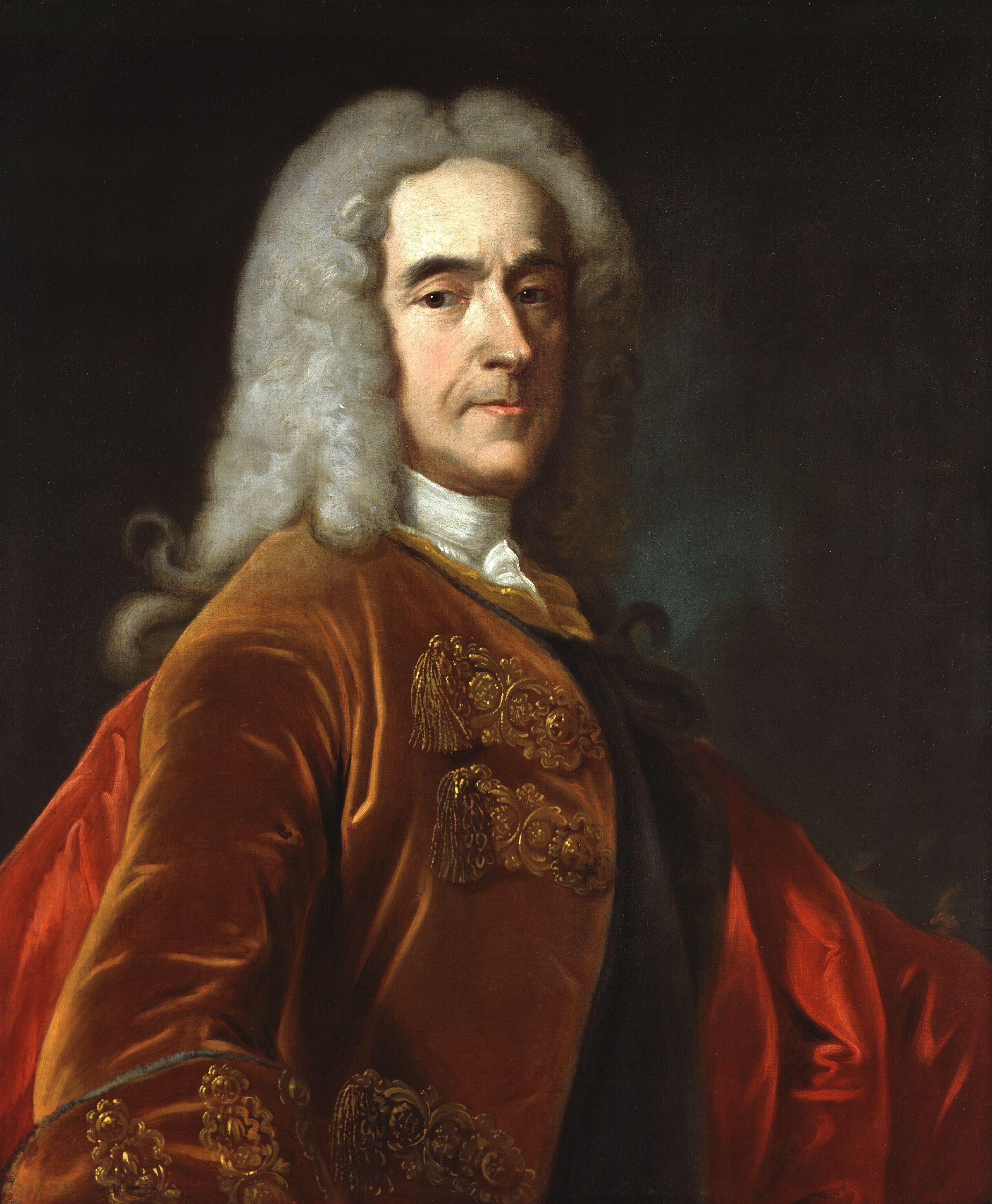
Porträtgemälde des Viscount Cobham vom französischen Maler Jean-Baptiste van Loo, ca. 1740

Richard Temple, 1. Viscount Cobham PC (* 24. Oktober 1675; † 14. September 1749 in Stowe House, Stowe, Buckinghamshire) war ein britischer Feldmarschall und Politiker der Whigs.

## Leben

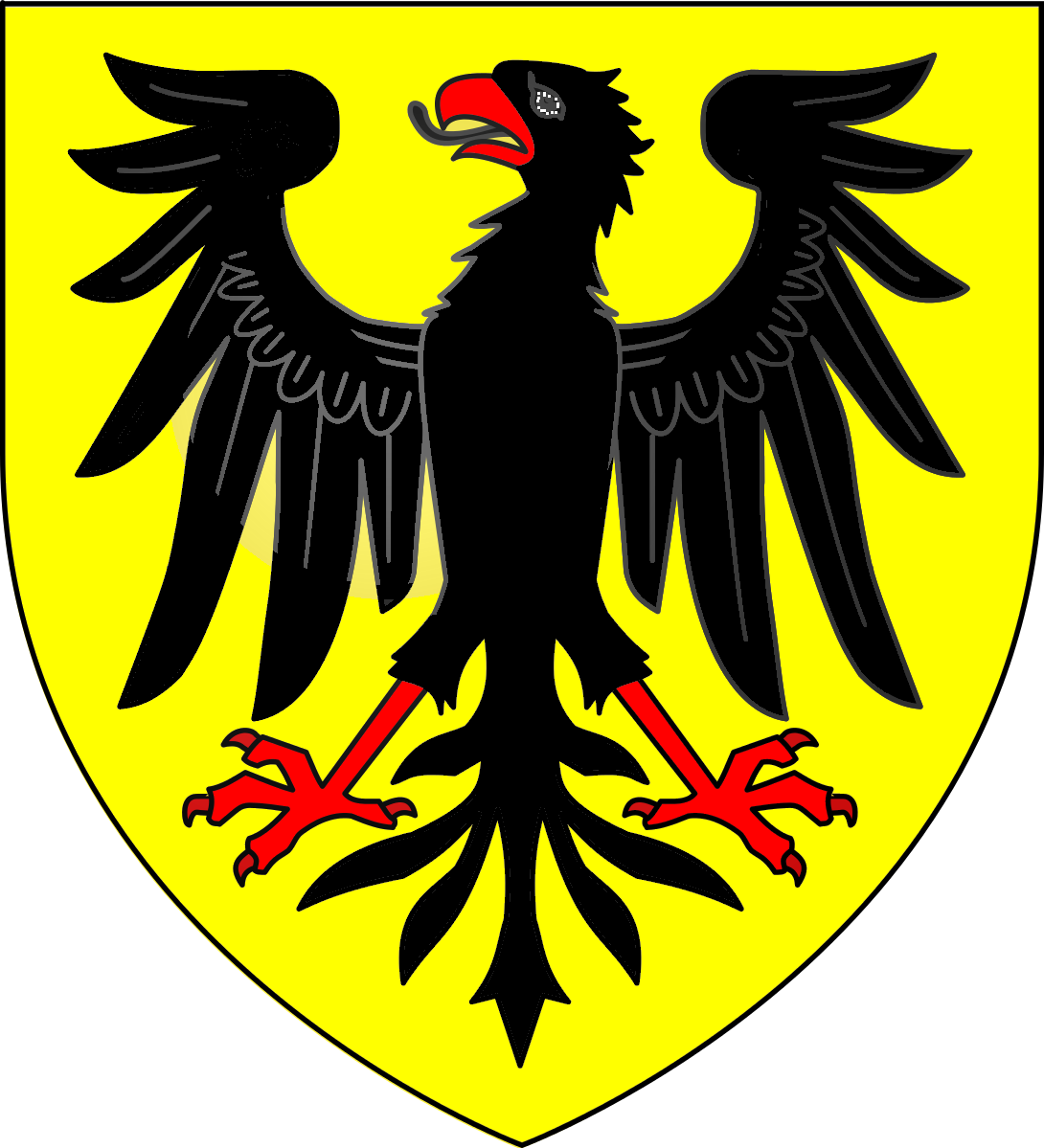
Wappen der Familie Temple

Temple wurde als ältester Sohn von Sir Richard Temple, 3. Baronet (1634–1697) und dessen Frau Mary, geborene Knapp, geboren. Sein Vater war langjähriger Parlamentarier für Warwickshire und Buckingham zur Zeit des Commonwealth of England, nach der Stuart-Restauration (Cavalier Parliament) und nach der Glorious Revolution bis zu seinem Tod 1697. Bereits der Urgroßvater Sir Thomas Temple, 1. Baronet (1567–1637) und der Großvater Sir Peter Temple, 2. Baronet (1592–1653) waren Parlamentsabgeordnete gewesen. Die Familie hatte ihr Vermögen mit der Schafhaltung gemacht und 1571 zuerst ein lease und später den Besitztitel für substanzielle Ländereien in Stowe, Buckinghamshire, erworben. Der Familiensitz Stowe House wurde für den 3. Baronet Ende des 17. Jahrhunderts erbaut und wenige Jahre nach Richards Geburt fertiggestellt.
Richard Temple, der zukünftige Viscount, wurde am Eton College ausgebildet. Schon in jungen Jahren trat er 1685 als Ensign in das Prince George of Denmark’s Regiment of Foot ein. Zwei Jahre später wurde er Adjutant in seinem Regiment und erwarb 1689 eine Stelle als Captain in Babington’s Regiment of Foot (das spätere 6th Regiment of Foot), das Wilhelm von Oranien 1688 im Zuge der Glorious Revolution nach England begleitet hatte. Er diente unter anderem im Krieg der zwei Könige in Irland.
Im Herbst 1694 immatrikulierte er sich am Christ’s College der Universität Cambridge, erwarb aber keinen Abschluss. Stattdessen nahm er 1695 an der Belagerung von Namur teil. Beim Tod seines Vaters im Mai 1697 beerbte er diesen als 4. Baronet, of Stowe, und wurde im gleichen Jahr auch als Nachfolger auf dessen Parlamentssitz gewählt. Im House of Commons vertrat er als Whig die Stadt Buckingham bzw. die Grafschaft Buckinghamshire für die nächsten 16 Jahre.
Anfang 1702 wurde er als Lieutenant-Colonel mit der Aufstellung eines Regiments für den neuerlichen Krieg gegen Frankreich beauftragt, das in Irland stationiert wurde. Er wurde anschließend in die Niederlande beordert, um unter dem dortigen Oberbefehlshaber John Churchill, 1. Earl of Marlborough (bald Duke of Marlborough) zu dienen. Er nahm an sämtlichen Kampagnen Marlboroughs in Flandern und Deutschland teil, wobei er sich insbesondere in der Schlacht bei Oudenaarde und bei der Belagerung von Lille (beide 1708) auszeichnete. Er erreichte 1706 den Rang eines Brigadier-General, 1709 den eines Major-General und im folgenden Jahr den eines Lieutenant-General. Im selben Jahr 1710 erhielt er das Amt des Colonel des The Princess Anne of Denmark’s Regiment of Dragoons. Unter dem Nachfolger des von Königin Anne geschassten Marlborough, James Butler, 2. Duke of Ormonde, wurde er jedoch von der Liste der auf dem Kontinent kämpfenden Offiziere gestrichen. Er wurde 1713 auch wegen seines Votums gegen den Frieden von Utrecht seiner Stellung als Regiments-Colonel enthoben, die Lieutenant-General William Evans übernahm.
Temple widmete sich nach seiner Rückkehr nach England wieder der Politik sowie dem Umbau des Familiensitzes Stowe House, den er ab 1711 von John Vanbrugh vornehmen ließ. Zur selben Zeit entstanden auch die bekannten Gartenanlagen des Anwesens, die Charles Bridgeman gestaltete. Er war auch aktives Mitglied des Kit-Cat-Klubs.
Nach dem Tod der Königin Anne und der Thronbesteigung Georgs I. 1714 zeigte ihm dieser seine Gunst, indem er ihn zum Botschafter in Wien ernannte (bis 1715) und im Oktober 1714 als Baron Cobham zum erblichen Peer erhob. Er wurde dadurch Mitglied des britischen House of Lords. 1715 wurde er Colonel des Royal Regiment of Dragoons und im folgenden Jahr Constable von Windsor Castle und Mitglied im Privy Council. Im Mai 1718 wurde er zum Viscount Cobham mit dem nachgeordneten Titel eines Baron Cobham erhoben. Während des Krieges der Quadrupelallianz leitete Cobham 1719 die Einnahme von Vigo.
1721 wurde Lord Cobham Colonel des King’s Own Regiment of Horse und 1723 Lieutenant-Governor von Jersey, 1728 gefolgt vom Amt als Lord Lieutenant von Buckinghamshire unter dem neuen König Georg II.
Im Jahre 1733 zerstritt sich Cobham in der Frage über die Einführung einer Verbrauchsteuer (excise tax) auf Wein und Tabak mit Premierminister Robert Walpole, den er bis dahin unterstützt hatte. Eine Folge des Konflikts war die Beendigung seiner Stellung als Regiments-Colonel, eine andere die Bildung einer abtrünnigen Whig-Fraktion, der nach ihm benannten Cobhamites, zu der unter anderem die Nachwuchspolitiker und späteren Premierminister William Pitt der Ältere und George Grenville gehörten. Die Angriffe der Cobhamites auf die Regierung wurden auch nach dem Abtritt Walpoles im Jahr 1742 gegen dessen Nachfolger fortgesetzt.
1735 wurde Cobham zum vollen General und 1742 zum Field Marshal befördert. Zudem amtierte er als Colonel des 1st Troop of Horse Grenadier Guards (1742–1745), des späteren 5th Regiment of Dragoon Guards (1744–1745) und des späteren 10th Regiment of Dragoons (1745–1749). Lord Cobham starb 1749 im Alter von 73 Jahren auf seinem Anwesen in Stowe, wo er auch beerdigt wurde.

## Familie und Erbe
Temple hatte 1715 Anne Halsey geheiratet, die Tochter des Brauereibesitzers Edmund Halsey. Das Paar blieb kinderlos, sodass seine 1714 verliehene Baronie bei seinem Tod erlosch. Seine 1718 verliehene Viscountcy und Baronie fielen aufgrund einer besonderen Erbregelung bei der Verleihung, ebenso wie seine Besitzungen, an seine Schwester Hester Temple, 1. Countess Temple (verheiratete Grenville) und nach ihr 1752 an deren Sohn Richard Grenville-Temple, 2. Earl Temple. Seine Baronetcy fiel an seinen nächsten Verwandten in männlicher Linie, seinen Neffen dritten Grades, William Temple.